# Associazione Calcio Gozzano 2019-2020
Questa voce raccoglie le informazioni riguardanti l'Associazione Calcio Gozzano nelle competizioni ufficiali della stagione 2019-2020.

## Stagione
Conclusa la prima stagione tra i professionisti con una tranquilla salvezza (nonostante un netto calo di rendimento nel corso del girone di ritorno), il Gozzano incontra delle difficoltà impreviste sulla strada della nuova annata.
Anzitutto emerge la problematica dello stadio d'Albertas, la cui ristrutturazione avanza a ritmi più lenti del previsto, complici le prescrizioni di ulteriori interventi via via imposte dalla questura e dalla commissione di vigilanza sui pubblici spettacoli della provincia di Novara; l'11 maggio la società dirama un comunicato nel quale paventa la possibilità di non re-iscriversi alla Serie C in assenza di uno stadio agibile, poiché le normative di Serie C (salvo deroghe) consentono alle squadre di giocare in un campo diverso da quello del comune d'origine solo per un periodo di tempo limitato.
A stretto giro il comune di Gozzano (che nel mentre rinnova la propria amministrazione) provvede ripetutamente a rassicurare sul corretto andamento dei lavori, garantendone la pronta conclusione; il 22 giugno la società provvede pertanto a rinnovare l'iscrizione alla terza serie. Il forzato "esilio" dal campo casalingo si protrae bensì fino al mese di settembre, sicché i rossoblù devono comunque le prime partite ufficiali allo stadio di Vercelli, che già li aveva ospitati per praticamente tutta la stagione precedente.
Poco dopo, il 26 giugno, l'ambiente rossoblù è scosso dalla scomparsa, a seguito di un lungo periodo d'infermità, dell'imprenditore Alberto Allesina, primo finanziatore del Gozzano da oltre trent'anni; ciò non fa però venir meno l’appoggio della FAR, che per bocca di soci e familiari rinnova le proprie elargizioni. La moglie Marilena Fornara ne rileva poco dopo la carica di presidente onorario.
Assorbiti i contraccolpi, la società provvede anzitutto a praticare un netto rimpasto nell'organico: spicca tra le novità il ritorno di Alex Casella, che termina anzitempo l’esperienza al Carpi (rivelatasi avara di soddisfazioni, con la squadra emiliana retrocessa in Serie C) e riassume l’incarico di direttore sportivo dei rossoblù; si registra inoltre l'addio, dopo cinque stagioni, del longevo direttore generale Giacomo Diciannove, mentre l'ex capitano Manuel Lunardon passa dalla carica di team manager a quella di responsabile del settore giovanile (che viene altresì riorganizzato: le attività di base passano sotto l'egida di un soggetto giuridico autonomo denominato Associazione Gozzano Academy, mentre il vivaio si rafforza affiliando le società Pernatese e Libertas Vaprio). Da ultimo si registrano le nomine di Cristian Peretti alla gestione dei rapporti con la tifoseria (S.L.O.) e di Francesco Musumeci (in precedenza capo del reparto scouting) all'area tecnica.
Per quanto concerne la squadra, il tecnico uscente Antonio Soda decide di comune accordo col club di non rinnovare il rapporto di collaborazione: a succedergli viene chiamato David Sassarini, reduce dall’esperienza alla guida della primavera dell’Udinese. La rosa viene riallestita: alla partenza di elementi "cardine" quali il portiere Casadei, i difensori Petris ed Evan's, l'attaccante Messias, nonché di gran parte dei giocatori in prestito, fa riscontro l'innesto di molti giovani e di alcuni giocatori d'esperienza (i centrocampisti Fabio Concas e Martín Rolle, l'attaccante Demiro Pozzebon, ma soprattutto l'ex di Serie A Paulo Vitor Barreto, che torna al calcio giocato dopo cinque anni di inattività).
A differenza dell'anno precedente, il cammino in Coppa Italia di categoria termina già nel girone triangolare del primo turno, per mano di Como e Renate; quanto al campionato, i rossoblù palesano un rendimento altalenante. Pur dimostrando complessivamente un buon gioco e riuscendo non di rado a sbloccare per primo i risultati, il Gozzano di Sassarini è vittima di frequenti cali d'intensità, con susseguenti goal incassati che vanificano le buone prestazioni palesate: emblematica in tal senso è la partita contro la Pro Patria del 17 novembre 2019, ove i malgascitt si portano sul 2-0 nel primo tempo, per poi subire due reti nell'ultimo quarto d'ora di gioco. Inoltre mentre da un lato si rivela ridotto l'impatto di acquisti d'esperienza come Concas e Barreto (entrambi vittime di gravi infortuni che li mettono fuori causa a medio-lungo termine), per contro emergono le talentuose individualità di giovani e giovanissimi quali il portiere Gianmarco Crespi (unico classe 2001 schierato come titolare nel suo ruolo tra le squadre del gruppo A) e gli attaccanti Francesco Fedato, Giovanni Bruzzaniti e Giacomo Tomaselli.
Nel girone d'andata i cusiani ottengono un elevato numero di pareggi (9) a fronte di 3 vittorie e 7 sconfitte, che li collocano in zona playout, ma a un solo punto dalla salvezza teorica. Tuttavia l'inizio del girone di ritorno, che vede il Gozzano sconfitto dal Como e pareggiare con la Pistoiese costa la panchina a Sassarini, che viene esonerato il 19 gennaio. La squadra (rinforzata nel calciomercato invernale con elementi d'esperienza quali Matteo Momentè, Giuseppe Figliomeni e Agostino Garofalo - tra i partenti spiccano i nomi del capitano Samuele Emiliano e di Barreto, incapace di incidere e reinfortunatosi) viene affidata al rientrante Antonio Soda, cui nell'immediato non riesce di risollevare l'andamento dei rossoblù, invischiati nella zona retrocessione. Nel mentre si registrano anche le dimissioni da dirigente dell'ex "bandiera" Manuel Lunardon e del preparatore atletico Costantino Iannacone.
La stagione si interrompe tuttavia bruscamente sul finire di febbraio a causa del dilagare dell'epidemia di COVID-19 sul territorio italiano, con susseguente irrogazione di rigide misure di quarantena da parte delle autorità nazionali e regionali, che impongono lo "stop" anche alle manifestazioni sportive. L'ultima partita giocata dal Gozzano resta dunque la trasferta del 23 febbraio contro la Carrarese, risoltasi sul 3-0 per i padroni di casa, coi rossoblù finiti pertanto all'ultimo posto del girone A.
Col protrarsi dell'inattività, tra marzo e aprile la dirigenza gozzanese inizia a chiedere l'annullamento delle retrocessioni e il definitivo blocco del campionato, paventando l'impossibilità di riprendere gli allenamenti della prima squadra nel rispetto degli onerosi protocolli sanitari approntati dagli organismi competenti per la ripresa delle attività sportive. L'8 maggio 2020 l'assemblea dei presidenti della Lega Italiana Calcio Professionistico di fatto accoglie siffatte istanze, votando a larga maggioranza (tra le altre misure) il blocco delle retrocessioni in Serie D.
Il successivo consiglio della FIGC del 20 maggio va però a rifiutare le determinazioni della Lega Pro, ingiungendo ai campionati professionistici di tentare di portare a termine la stagione e, in caso di impossibilità, di definire graduatorie basate sul merito sportivo, ivi compresa l'espressione di squadre da retrocedere. Ne scaturisce un'aspra diatriba in seno alle squadre e al direttivo di terza serie, con quest'ultimo che il 28 maggio delibera di relegare direttamente in Serie D le squadre ultime classificate nei gironi e quelle troppo distaccate per accedere ai play-out: la dirigenza del Gozzano protesta immediatamente contro tale prospettiva, inviando una diffida legale alla Federcalcio e interessando del caso anche l'amministrazione comunale e regionale, le quali a loro volta (rimarcando gli sforzi economici sostenuti, tra l'altro, per adeguare lo stadio d'Albertas) si scagliano contro la relegazione a tavolino, che l'8 giugno viene però puntualmente irrogata e successivamente confermata dal rigetto dei ricorsi presentati dalla società dinnanzi il collegio di garanzia del CONI e il TAR del Lazio.

## Divise e sponsor
Il fornitore tecnico per la stagione 2019-2020 è Macron, che nel mese di luglio 2019 stipula un contratto con il Gozzano subentrando a Joma; lo sponsor di maglia è FAR Rubinetterie SpA, azienda proprietaria del club.
- La prima maglia, conforme alla tradizione del club, presenta un template partito di rosso e blu, resi in una tonalità scura; il colletto alla coreana (chiuso internamente da una striscia di tessuto) è di colore bianco, coordinato coi loghi dello sponsor tecnico e con le personalizzazioni. In basso sul fianco sinistro è applicato in inchiostro sublimatico grigio (così come sulle maglie usate nella seconda parte della stagione 2018-2019) il disegno stilizzato del "guerriero spartano", mutuato dalla simbologia del gruppo ultras gozzanese Briganti. Pantaloncini e calzettoni sono di colore blu con finiture rosse e personalizzazioni bianche[32].
- La maglia da trasferta è nera, con tocchi di verde sul risvolto inferiore, sui fianchi, sul sottomaniche e sul girocollo (dalla peculiare foggia "a goccia", che si allunga asimmetricamente verso la spalla sinistra; le personalizzazioni sono applicate in bianco. Lo schema cromatico si estende anche ai calzoncini (neri con fasce di bordura e orli verdi), mentre le calze sono in tinta unita nera.
- La terza divisa è verde, solcata sul torso da una trama a righine tono-su-tono; una tinta più scura connota le fasce sui fianchi e il colletto alla coreana, chiuso internamente da una striscia di tessuto. Le personalizzazioni si applicano in bianco. Bianchi con personalizzazioni verdi sono invece i pantaloncini e i calzettoni[33].

Su retro di tutte e tre le divise, poco al di sotto del colletto, è ricamato a lettere auree il nome del defunto patron Alberto Allesina.
 
| Casa | Trasferta | Terza divisa |

## Organigramma societario
Area direttiva
- Marilena Fornara ved. Allesina - presidente onorario
- Fabrizio Leonardi - presidente e membro CDA
- Bruno Bacchetta - vicepresidente e membro CDA
- Mauro Lesina - direttore generale
- Alex Casella - direttore sportivo
- Loris Bolzoni - segretario generale
- Sergio Zanetta - segretario amministrativo
- Francesco Musumeci - responsabile area tecnica
- Stefano Rea - responsabile marketing
- Anita Zanetta - responsabile comunicazione
- Cristian Peretti - rapporti con la tifoseria
- Sergio Bracchi - responsabile impianti e membro CDA[38]
- Cristina Allesina - membro CDA
- Floriana Anchisi - membro CDA
- Ardo Caligiuri - membro CDA

Area tecnica
- Direttore sportivo: Alex Casella
- Allenatore: David Sassarini (fino al 19/01/2020), poi Antonio Soda
- Allenatore in seconda: Emiliano Rossini, poi anche Carlo Caramelli (dal 20/01/2020)
- Preparatore atletico: Costantino Iannacone (fino al 06/02/2020)
- Preparatore dei portieri: Renzo Sottile
- Match analyst: Gianpaolo Ermolli

 
Area sanitaria
- Medico responsabile: Barbara Pilan
- Massaggiatore: Carlo Covellone

 
Area logistica
- Mario Cerutti - Magazziniere
- Sergio Taglieri - Magazziniere

## Rosa
Aggiornata al 1º febbraio 2020
| N. |                       | Ruolo | Calciatore                |
| -- | --------------------- | ----- | ------------------------- |
| 1  | Italia (bandiera)     | P     | Vittorio Gilli            |
| 2  | Italia (bandiera)     | D     | Mattia Tumminelli         |
| 3  | Italia (bandiera)     | D     | Maximiliano Uggè          |
| 4  | Italia (bandiera)     | D     | Nicolò Tordini            |
| 5  | Italia (bandiera)     | C     | Roberto Guitto (capitano) |
| 6  | Italia (bandiera)     | D     | Samuele Emiliano          |
| 7  | Italia (bandiera)     | C     | Fabio Concas              |
| 8  | Svezia (bandiera)     | A     | Adin Bukva                |
| 9  | Italia (bandiera)     | A     | Demiro Pozzebon           |
| 9  | Italia (bandiera)     | A     | Doudou Mangni             |
| 10 | Argentina (bandiera)  | C     | Martín Rolle              |
| 11 | Brasile (bandiera)    | A     | Paulo Vitor Barreto       |
| 11 | Italia (bandiera)     | A     | Matteo Momentè            |
| 13 | Mauritania (bandiera) | D     | Issa Samba                |
| 14 | Italia (bandiera)     | C     | Alessio Salvestroni       |
| 15 | Italia (bandiera)     | C     | Alessandro Mutti          |
| 15 | Croazia (bandiera)    | D     | Luka Dumančić             |
| 16 | Italia (bandiera)     | C     | Nicolò De Angelis         |
| 17 | Italia (bandiera)     | A     | Giovanni Bruzzaniti       |
| 17 | Italia (bandiera)     | A     | Francesco Fedato          |

| N. |                     | Ruolo | Calciatore          |
| -- | ------------------- | ----- | ------------------- |
| 19 | Italia (bandiera)   | D     | Matteo Rabuffi      |
| 20 | Italia (bandiera)   | C     | Nicolò Palazzolo    |
| 21 | Italia (bandiera)   | C     | Riccardo Gemelli    |
| 22 | Italia (bandiera)   | P     | Gianmarco Crespi    |
| 23 | Italia (bandiera)   | C     | Riccardo Vono       |
| 24 | Italia (bandiera)   | D     | Francesco Rizzo     |
| 25 | Italia (bandiera)   | D     | Matteo Di Giovanni  |
| 26 | Italia (bandiera)   | D     | Giuseppe Figliomeni |
| 27 | Italia (bandiera)   | A     | Giacomo Tomaselli   |
| 28 | Italia (bandiera)   | C     | Marco Spina         |
| 29 | Italia (bandiera)   | A     | Giulio Fasolo       |
| 29 | Italia (bandiera)   | D     | Agostino Garofalo   |
| 30 | Italia (bandiera)   | C     | Riccardo Secondo    |
| 31 | Italia (bandiera)   | P     | Gianmarco Fiory     |
| 32 | Italia (bandiera)   | D     | Raul Zucchetti      |
| 33 | Italia (bandiera)   | P     | Nicola Tintori      |
| 34 | Germania (bandiera) | D     | Max Rico Barnofsky  |
| 39 | Francia (bandiera)  | D     | Bryan Adinany       |
|    | Italia (bandiera)   | C     | Niccolò Corioni     |

- Fino a dicembre 2019 la fascia di capitano è stata portata da Samuele Emiliano.

## Calciomercato

### Sessione estiva(dall'1/7 al 2/9)
| Acquisti         | Acquisti            | Acquisti         | Acquisti              |
| R.               | Nome                | da               | Modalità              |
| ---------------- | ------------------- | ---------------- | --------------------- |
| P                | Gianmarco Crespi    | Udinese          | definitivo            |
| P                | Gianmarco Fiory     | Savona           | definitivo            |
| P                | Nicola Tintori      | Inter            | prestito              |
| D                | Max Rico Barnofsky  | Carpi            | definitivo            |
| D                | Matteo Di Giovanni  | Novara           | definitivo            |
| D                | Matteo Rabuffi      | Calcio Derthona  | definitivo            |
| D                | Maximiliano Uggè    | Kalju Nõmme      | definitivo            |
| D                | Raul Zucchetti      | Virtus Entella   | prestito              |
| C                | Fabio Concas        | Carpi            | definitivo            |
| C                | Nicolò Corioni      | Vigor Carpaneto  | definitivo            |
| C                | Martín Rolle        | Asteras Tripolīs | definitivo            |
| C                | Marco Spina         | SPAL             | prestito              |
| A                | Paulo Vitor Barreto | svincolato       |                       |
| A                | Adin Bukva          | Smedby AIS       | definitivo            |
| A                | Giulio Fasolo       | Cittadella       | prestito              |
| A                | Demiro Pozzebon     | Bari             | definitivo            |
| A                | Giacomo Tomaselli   | Monza            | prestito              |
| Altre operazioni |                     |                  |                       |
| R.               | Nome                | da               | Modalità              |
| C                | Alessandro Ottina   | Borgomanero      | fine prestito         |
| C                | Alessandro Mutti    | Bari             | fine prestito         |
| C                | Riccardo Secondo    | Pro Vercelli     | riscatto del prestito |
| C                | Riccardo Vono       | Sondrio          | fine prestito         |

| Cessioni         | Cessioni                | Cessioni        | Cessioni      |
| R.               | Nome                    | a               | Modalità      |
| ---------------- | ----------------------- | --------------- | ------------- |
| P                | Angelo Casadei          | Bisceglie       | definitivo    |
| P                | Jacopo Viola            | svincolato      |               |
| D                | Abel Gigli              | svincolato      |               |
| D                | Francesco Bini          | Vigor Carpaneto | definitivo    |
| D                | Jean Lambert Evan's     | Crotone         | definitivo    |
| D                | Jérémy Petris           | Crotone         | definitivo    |
| C                | Diego Acunzo            | svincolato      |               |
| C                | Andrea Addiego Mobilio  | svincolato      |               |
| C                | Giovanni Graziano       | Pro Vercelli    | definitivo    |
| C                | Paolo Romeo             | svincolato      |               |
| C                | Gianluca Sampietro      | Messina         | definitivo    |
| A                | Alberto Libertazzi      | svincolato      |               |
| A                | Junior Messias          | Crotone         | definitivo    |
| Altre operazioni |                         |                 |               |
| R.               | Nome                    | a               | Modalità      |
| D                | Lorenzo Grossi          | Pro Vercelli    | fine prestito |
| D                | Massimiliano Mangraviti | Brescia         | fine prestito |
| C                | Mouhamed Bachir Mané    | Carpi           | fine prestito |
| C                | Alessandro Ottina       | Verbania        | definitivo    |
| C                | Michael Venturi         | Carpi           | fine prestito |
| A                | Nicolò Bruschi          | Arezzo          | fine prestito |
| A                | Cristian Carletti       | Carpi           | fine prestito |
| A                | Alex Rolfini            | Carpi           | fine prestito |

### Operazioni fuori sessione (girone d'andata)
| Acquisti         | Acquisti         | Acquisti   | Acquisti      |
| R.               | Nome             | da         | Modalità      |
| ---------------- | ---------------- | ---------- | ------------- |
| A                | Francesco Fedato | svincolato |               |
| Altre operazioni |                  |            |               |
| R.               | Nome             | da         | Modalità      |
| D                | Mattia Gioira    | FC Messina | fine prestito |

### Sessione invernale(dal 2/1 al 31/1)
| Acquisti | Acquisti            | Acquisti    | Acquisti   |
| R.       | Nome                | da          | Modalità   |
| -------- | ------------------- | ----------- | ---------- |
| D        | Bryan Adinany       | Châteauroux | definitivo |
| D        | Luka Dumancic       | Lecce       | prestito   |
| D        | Giuseppe Figliomeni | Catanzaro   | definitivo |
| D        | Agostino Garofalo   | svincolato  |            |
| D        | Issa Samba          | svincolato  |            |
| C        | Nicolò De Angelis   | Torino      | prestito   |
| A        | Doudou Mangni       | Catanzaro   | prestito   |
| A        | Matteo Momentè      | Pianese     | definitivo |

| Cessioni         | Cessioni            | Cessioni   | Cessioni      |
| R.               | Nome                | a          | Modalità      |
| ---------------- | ------------------- | ---------- | ------------- |
| D                | Nicolò Corioni      | Crema      | prestito      |
| D                | Matteo Di Giovanni  | Latina     | definitivo    |
| D                | Samuele Emiliano    | Messina    | definitivo    |
| C                | Alessandro Mutti    | Verbania   | prestito      |
| C                | Alessio Salvestroni | Ponsacco   | definitivo    |
| A                | Paulo Vitor Barreto | svincolato |               |
| A                | Giulio Fasolo       | Cittadella | fine prestito |
| A                | Demiro Pozzebon     | Avellino   | prestito      |
| Altre operazioni |                     |            |               |
| R.               | Nome                | a          | Modalità      |
| D                | Mattia Gioira       | Verbania   | prestito      |

## Risultati

### Serie C

#### Girone di andata
| Arbitro: | Fiero (Pistoia) |

|                          |           |                              |
| Chiarello 69’ Eusepi 73’ | Marcatori | 21’ (aut.) Prestia 82’ Bukva |

| Arbitro: | Petrella (Viterbo) |

|  |           |                      |
|  | Marcatori | 60’, 73’ Gabrielloni |

| Arbitro: | Catanoso (Reggio Calabria) |

|           |           |                  |
| Gucci 62’ | Marcatori | 18’ (rig.) Rolle |

| Arbitro: | Zamagni (Cesena) |

|              |           |           |
| Emiliano 11’ | Marcatori | 72’ Perna |

| Arbitro: | Di Graci (Como) |

|              |           |                           |
| Graziano 42’ | Marcatori | 18’ Pozzebon 58’ Emiliano |

| Arbitro: | Tremolada (Monza) |

|                   |           |                        |
| Fedato 90’ (rig.) | Marcatori | 9’ Peralta 47’ Schiavi |

| Arbitro: | Cavaliere |

|          |           |               |
| Udoh 83’ | Marcatori | 57’ Tomaselli |

| Arbitro: | Arena |

|            |           |               |
| Fasolo 54’ | Marcatori | 129’ Pasciuti |

| Arbitro: | Centi |

|                                          |           |  |
| Guglelmotti 5’, 24’ Galuppini 21’ (rig.) | Marcatori |  |

| Gozzano 20 ottobre 2019, ore CET 10ª giornata | Gozzano | 0 – 0 referto | Olbia | Stadio Alfredo d'Albertas (420 spett.)\| Arbitro: \| Arace \| |
| Arbitro:                                      | Arace   |               |       |                                                               |

| Arbitro: | Galipò |

|               |           |  |
| Armellino 74’ | Marcatori |  |

| Arbitro: | Pashuku |

|                 |           |                |
| Fedato 30’, 83’ | Marcatori | 31’, 81’ Barba |

| Arbitro: | Bordin |

|                          |           |  |
| Bukva 41’ Bruzzaniti 84’ | Marcatori |  |

| Arbitro: | Vigile |

|             |           |          |
| D'Auria 90’ | Marcatori | 22’ Vono |

| Arbitro: | De Tommaso |

|                           |           |                              |
| Bruzzaniti 29’ Fedato 38’ | Marcatori | 77’ Battistini 90+6’ Le Noci |

| Arbitro: | Arace |

|  |           |           |
|  | Marcatori | 43’ Bukva |

| Arbitro: | Cosso |

|  |           |                         |
|  | Marcatori | 19’ Merli Sala 90’ Fall |

| Arbitro: | Delrio |

|             |           |  |
| Belloni 47’ | Marcatori |  |

| Arbitro: | Cavaliere |

|  |           |             |
|  | Marcatori | 88’ Ciccone |

#### Girone di ritorno
| Arbitro: | Carrione |

|  |           |              |
|  | Marcatori | 57’ Cesarini |

| Arbitro: | Pirrotta |

|                                     |           |                        |
| Ganz 31’ Gabrielloni 68’ Marano 82’ | Marcatori | 1’ Palazzolo 88’ Bukva |

| Arbitro: | Saia |

|              |           |           |
| Pozzebon 82’ | Marcatori | 9’ Terigi |

| Arbitro: | Frascaro (Firenze) |

|             |           |  |
| Manconi 68’ | Marcatori |  |

| Arbitro: | Caldera (Como) |

|  |           |             |
|  | Marcatori | 71’ Rolando |

| Arbitro: | Virgilio (Trapani) |

|                                                      |           |             |
| Bortolussi 44’ Buzzegoli 47’, 62’ Rizzo 90+1’ (aut.) | Marcatori | 84’ Secondo |

| Arbitro: | Pashuku (Albano Laziale) |

|                    |           |  |
| Momentè 52’ (rig.) | Marcatori |  |

| Arbitro: | Collu (Cagliari) |

|                                           |           |  |
| Calderini 5’ Infantino 23’ Cardoselli 54’ | Marcatori |  |

| Gozzano 2020, ore CET 28ª giornata | Gozzano | – annullata | Renate | Stadio Alfredo d'Albertas |

| Olbia 2020, ore CET 29ª giornata | Olbia | – annullata | Gozzano | Stadio Bruno Nespoli |

| Gozzano 2020, ore CEST 30ª giornata | Gozzano | – annullata | Monza | Stadio Alfredo d'Albertas |

| Pontedera 2020, ore CEST 31ª giornata | Pontedera | – annullata | Gozzano | Stadio Ettore Mannucci |

| Gorgonzola 2020, ore CEST 32ª giornata | AlbinoLeffe | – annullata | Gozzano | Stadio comunale Città di Gorgonzola |

| Gozzano 2020, ore CEST 33ª giornata | Gozzano | – annullata | Siena | Stadio Alfredo d'Albertas |

| Busto Arsizio 2020, ore CEST 34ª giornata | Pro Patria | – annullata | Gozzano | Stadio Carlo Speroni |

| Gozzano 2020, ore CEST 35ª giornata | Gozzano | – annullata | Juventus U23 | Stadio Alfredo d'Albertas |

| Lecco 2020, ore CEST 36ª giornata | Lecco | – annullata | Gozzano | Stadio Mario Rigamonti-Mario Ceppi |

| Gozzano 2020, ore CEST 37ª giornata | Gozzano | – annullata | Arezzo | Stadio Alfredo d'Albertas |

| Crema 2020, ore CEST 38ª giornata | Pergolettese | – annullata | Gozzano | Stadio Giuseppe Voltini |

### Coppa Italia Serie C

#### Girone A
| Arbitro: | Cherchi (Carbonia) |

|  |           |             |
|  | Marcatori | 51’ Damonte |

| Arbitro: | Bordin (Bassano del Grappa) |

|            |           |  |
| Marano 81’ | Marcatori |  |

| Arbitro: | Delrio (Reggio Emilia) |

|                                            |           |                            |
| Galuppini 12’, 44’ Kabashi 38’ Plescia 85’ | Marcatori | 29’ Marano 30’ Gabrielloni |

## Statistiche

### Statistiche di squadra
| Competizione         | Punti | In casa | In casa | In casa | In casa | In casa | In casa | In trasferta | In trasferta | In trasferta | In trasferta | In trasferta | In trasferta | Totale | Totale | Totale | Totale | Totale | Totale | D.R. |
| Competizione         | Punti | G       | V       | N       | P       | Gf      | Gs      | G            | V            | N            | P            | Gf           | Gs           | G      | V      | N      | P      | Gf     | Gs     | D.R. |
| -------------------- | ----- | ------- | ------- | ------- | ------- | ------- | ------- | ------------ | ------------ | ------------ | ------------ | ------------ | ------------ | ------ | ------ | ------ | ------ | ------ | ------ | ---- |
| Serie C              | 22    | 14      | 2       | 6       | 6       | 11      | 16      | 13           | 2            | 4            | 7            | 11           | 22           | 27     | 4      | 10     | 13     | 22     | 38     | -16  |
| Coppa Italia Serie C | 0     | 1       | 0       | 0       | 1       | 0       | 1       | 1            | 0            | 0            | 1            | 0            | 1            | 2      | 0      | 0      | 2      | 0      | 2      | -2   |
| Totale               | 22    | 15      | 2       | 6       | 7       | 11      | 17      | 14           | 24           | 2            | 8            | 11           | 23           | 29     | 4      | 10     | 15     | 22     | 40     | -18  |

### Andamento in campionato
| Giornata  | 1  | 2  | 3  | 4  | 5  | 6  | 7  | 8  | 9  | 10 | 11 | 12 | 13 | 14 | 15 | 16 | 17 | 18 | 19 | 20 | 21 | 22 | 23 | 24 | 25 | 26 | 27 | 28 | 29 | 30 | 31 | 32 | 33 | 34 | 35 | 36 | 37 | 38 |
| --------- | -- | -- | -- | -- | -- | -- | -- | -- | -- | -- | -- | -- | -- | -- | -- | -- | -- | -- | -- | -- | -- | -- | -- | -- | -- | -- | -- | -- | -- | -- | -- | -- | -- | -- | -- | -- | -- | -- |
| Luogo     | T  | C  | T  | C  | T  | C  | T  | C  | T  | C  | T  | C  | C  | T  | C  | T  | C  | T  | C  | C  | T  | C  | T  | C  | T  | C  | T  | x  | x  | x  | x  | x  | x  | x  | x  | x  | x  | x  |
| Risultato | N  | P  | N  | N  | V  | P  | N  | N  | P  | N  | P  | N  | V  | N  | N  | V  | P  | P  | P  | P  | P  | N  | P  | P  | P  | V  | P  | x  | x  | x  | x  | x  | x  | x  | x  | x  | x  | x  |
| Posizione | 10 | 16 | 18 | 17 | 12 | 15 | 15 | 15 | 16 | 16 | 16 | 16 | 16 | 16 | 16 | 15 | 16 | 16 | 17 | 18 | 18 | 18 | 18 | 19 | 19 | 19 | 20 | x  | x  | x  | x  | x  | x  | x  | x  | x  | x  | x  |

Legenda:

Luogo: C = Casa; T = Trasferta. Risultato: V = Vittoria; N = Pareggio; P = Sconfitta.

### Statistiche dei giocatori
Sono in corsivo i calciatori che hanno lasciato la società a stagione in corso.
| Giocatore       | Serie C  | Serie C | Serie C     | Serie C    | Coppa Italia Serie C | Coppa Italia Serie C | Coppa Italia Serie C | Coppa Italia Serie C | Totale   | Totale | Totale      | Totale     |
| Giocatore       | Presenze | Reti    | Ammonizioni | Espulsioni | Presenze             | Reti                 | Ammonizioni          | Espulsioni           | Presenze | Reti   | Ammonizioni | Espulsioni |
| --------------- | -------- | ------- | ----------- | ---------- | -------------------- | -------------------- | -------------------- | -------------------- | -------- | ------ | ----------- | ---------- |
| B. Adinany      | 0        | 0       | 0           | 0          | 0                    | 0                    | 0                    | 0                    | 0        | 0      | 0           | 0          |
| M. R. Barnofsky | 7        | 0       | 1           | 1          | 1                    | 0                    | 0                    | 0                    | 8        | 0      | 1           | 1          |
| P. V. Barreto   | 3        | 0       | 0           | 0          | 1                    | 0                    | 0                    | 0                    | 4        | 0      | 0           | 0          |
| G. Bruzzaniti   | 12       | 2       | 3           | 0          | 0                    | 0                    | 0                    | 0                    | 12       | 2      | 3           | 0          |
| A. Bukva        | 17       | 4       | 0           | 0          | 1                    | 0                    | 0                    | 0                    | 18       | 4      | 0           | 0          |
| F. Concas       | 4        | 0       | 1           | 0          | 2                    | 0                    | 0                    | 0                    | 6        | 0      | 1           | 0          |
| N. Corioni      | 0        | 0       | 0           | 0          | 0                    | 0                    | 0                    | 0                    | 0        | 0      | 0           | 0          |
| G. Crespi       | 22       | -29     | 1           | 0          | 2                    | -2                   | 0                    | 0                    | 24       | -31    | 1           | 0          |
| N. De Angelis   | 4        | 0       | 0           | 0          | 0                    | 0                    | 0                    | 0                    | 4        | 0      | 0           | 0          |
| M. Di Giovanni  | 7        | 0       | 2           | 0          | 2                    | 0                    | 0                    | 0                    | 9        | 0      | 2           | 0          |
| L. Dumančić     | 1        | 0       | 0           | 0          | 0                    | 0                    | 0                    | 0                    | 1        | 0      | 0           | 0          |
| S. Emiliano     | 17       | 2       | 4           | 1          | 2                    | 0                    | 0                    | 0                    | 19       | 2      | 4           | 1          |
| G. Fasolo       | 7        | 1       | 1           | 0          | 2                    | 0                    | 0                    | 0                    | 9        | 1      | 1           | 0          |
| G. Figliomeni   | 3        | 0       | 1           | 0          | 0                    | 0                    | 0                    | 0                    | 3        | 0      | 1           | 0          |
| F. Fedato       | 19       | 5       | 3           | 0          | 2                    | 0                    | 0                    | 0                    | 21       | 5      | 3           | 0          |
| G. Fiory        | 5        | -9      | 0           | 0          | 0                    | 0                    | 0                    | 0                    | 5        | -9     | 0           | 0          |
| A. Garofalo     | 3        | 0       | 0           | 0          | 0                    | 0                    | 0                    | 0                    | 3        | 0      | 0           | 0          |
| R. Gemelli      | 13       | 0       | 1           | 0          | 0                    | 0                    | 0                    | 0                    | 13       | 0      | 1           | 0          |
| V. Gilli        | 0        | 0       | 0           | 0          | 0                    | 0                    | 0                    | 0                    | 0        | 0      | 0           | 0          |
| R. Guitto       | 22       | 0       | 3           | 0          | 2                    | 0                    | 1                    | 0                    | 24       | 0      | 4           | 0          |
| D. Mangni       | 3        | 0       | 0           | 0          | 0                    | 0                    | 0                    | 0                    | 3        | 0      | 0           | 0          |
| M. Momentè      | 3        | 1       | 2           | 0          | 0                    | 0                    | 0                    | 0                    | 3        | 1      | 2           | 0          |
| A. Mutti        | 0        | 0       | 0           | 0          | 0                    | 0                    | 0                    | 0                    | 0        | 0      | 0           | 0          |
| N. Palazzolo    | 22       | 1       | 3           | 0          | 1                    | 0                    | 0                    | 0                    | 23       | 1      | 3           | 0          |
| D. Pozzebon     | 14       | 2       | 3           | 0          | 2                    | 0                    | 1                    | 0                    | 16       | 2      | 4           | 0          |
| M. Rabuffi      | 0        | 0       | 0           | 0          | 0                    | 0                    | 0                    | 0                    | 0        | 0      | 0           | 0          |
| F. Rizzo        | 16       | 0       | 3           | 0          | 1                    | 0                    | 0                    | 0                    | 17       | 0      | 3           | 0          |
| M. Rolle        | 21       | 1       | 2           | 0          | 2                    | 0                    | 0                    | 0                    | 23       | 1      | 2           | 0          |
| I. Samba        | 1        | 0       | 0           | 0          | 0                    | 0                    | 0                    | 0                    | 1        | 0      | 0           | 0          |
| R. Secondo      | 8        | 1       | 1           | 0          | 2                    | 0                    | 0                    | 0                    | 10       | 1      | 1           | 0          |
| M. Spina        | 19       | 0       | 2           | 0          | 2                    | 0                    | 0                    | 0                    | 21       | 0      | 2           | 0          |
| N. Tintori      | 2        | 0       | 0           | 0          | 0                    | 0                    | 0                    | 0                    | 2        | 0      | 0           | 0          |
| G. Tomaselli    | 23       | 1       | 2           | 0          | 2                    | 0                    | 0                    | 0                    | 25       | 1      | 2           | 0          |
| N. Tordini      | 17       | 0       | 4           | 1          | 0                    | 0                    | 0                    | 0                    | 17       | 0      | 4           | 1          |
| M. Tumminelli   | 18       | 0       | 6           | 0          | 1                    | 0                    | 1                    | 0                    | 19       | 0      | 7           | 0          |
| M. Uggè         | 22       | 0       | 4           | 0          | 0                    | 0                    | 0                    | 0                    | 22       | 0      | 4           | 0          |
| R. Vono         | 10       | 1       | 2           | 0          | 0                    | 0                    | 0                    | 0                    | 10       | 1      | 2           | 0          |
| R. Zucchetti    | 9        | 0       | 2           | 0          | 1                    | 0                    | 1                    | 0                    | 10       | 0      | 3           | 0          |

## Giovanili

### Organigramma
Gerenza
- Responsabile: Manuel Tommaso Lunardon[72] (fino al 5 feb 2020)
- Coordinatore tecnico: Orano Rolfo
- Responsabile attività agonistica: Mattia Rolfo
- Responsabile organizzativo: Guglielmo Cirillo
- Responsabile scouting: Mario Bitonti

#### Settore agonistico
Staff medico
- Osteopata/Fisioterapista: Luca Bonelli

Staff Juniores Nazionali
- Dirigenti: Sandro Bardo, Giuseppe Antonio Maenza, Franko Gici, Marco Cittadino

Staff tecnico Berretti
- Allenatore: Massimo Lisa
- Preparatore dei portieri: Carlo Amadi
- Preparatore atletico: Marco Del Re
- Team manager: Gianluca Minniti
- Dirigenti accompagnatori: Enzo Lombardi, Antonio Lombardi

Staff tecnico under-17
- Allenatore: Matteo Battilana
- Collaboratore tecnico: Daniele Della Costa
- Preparatore dei portieri: Matteo Donetti
- Dirigente: Massimo Canziani
- Dirigente: Fausto Gaspani

Staff tecnico under-16
- Allenatore: Massimiliano Schettino
- Preparatore dei portieri: Matteo Donetti
- Dirigente accompagnatore ufficiale: Daniela Modesti
- Dirigente: Leonardo Cannataro

Staff tecnico under-15
- Allenatore: Paolo Setti, poi Massimiliano Schettino
- Preparatore dei portieri: Matteo Donetti
- Dirigente: Cristina Morandi
- Dirigente: Andrea Santi

Staff tecnico under-14 agonistica
- Allenatore: Basty Kyeremateng, poi Orano Rolfo
- Preparatore dei portieri: Matteo Donetti
- Dirigente accompagnatore ufficiale: Guglielmo Cirillo
- Dirigente: Davide Rezzaro
- Dirigente: Piero Cranna

#### Settore femminile
Staff tecnico under-15
- Allenatore: Damiano Bressan
- Dirigenti accompagnatori: Ombretta Antonetti, Vincenzo Lombardi

#### Attività di base Academy Gozzano
Staff tecnico under-14 2006 non agonistica
- Allenatore: Federico Tondini
- Dirigenti: Diego Surace, Vladimiro Ferrarese, Lorenzo Ruga

Esordienti 2º anno 2007
- Allenatore: Fabio Crobu
- Dirigente: Luis Felipe Sandoval Calderon

Esordienti misti 2007-2008
- Allenatore: Carlo Marra
- Dirigenti: Luis Felipe Sandoval Calderon, Lorenzo Ruga

Esordienti 1º anno 2008
- Allenatori: Gianpaolo Ermolli, Massimiliano Spataro
- Dirigenti: Marco Lunardi, Danilo Stefanon

Staff tecnico Pulcini II anno 2009
- Allenatore: Marco Piantanida
- Dirigenti: Roberta Teruggi, Fabio Fruggeri

Staff tecnico Pulcini misti 2009-2010
- Allenatore: Stefano Bacchetta
- Dirigenti: Diego Lacchini, Fabio Fruggeri

Staff tecnico Primi calci 2011
- Allenatore: Mauro Pecoraro
- Dirigente: Fabio Abbate

Staff tecnico Primi calci 2012
- Allenatore: Pier Paolo Faccio
- Dirigenti: Michele Moretti, Luca Fruggeri

Staff tecnico Piccoli amici 2013-2014
- Allenatori e dirigenti: Nicolò Piletta, Marco Taglieri

Staff tecnico in comune
- Preparatore dei portieri: Matteo Donetti
- Coordinatore tecnico: Orano Rolfo

### Piazzamenti
Per la stagione 2019-2020 i campionati giovanili sono stati sospesi e invalidati in via definitiva a causa dell'epidemia di COVID-19. Le squadre agonistiche del Gozzano militavano nelle seguenti divisioni:
- nel girone A del campionato Berretti
- nel girone A del campionato Nazionale Under-17 di Serie C
- nel girone A del campionato Nazionale Under-16 sperimentale
- nel girone A del campionato Nazionale Under-15 di Serie C
- nel girone A del campionato Under-14 tra squadre professionistiche piemontesi e liguri